# Les Agettes
Les Agettes foi uma comuna da Suíça, no Cantão Valais, com cerca de 338 habitantes. Estendia-se por uma área de 5,1 km², de densidade populacional de 66,4 hab/km². Confinava com as seguintes comunas: Nendaz, Salins, Sion, Vex, Veysonnaz. 
A língua oficial nesta comuna era o Francês.

## História
Em 1 de janeiro de 2017, passou a formar parte da comuna de Sion.